# Cromato e dicromato

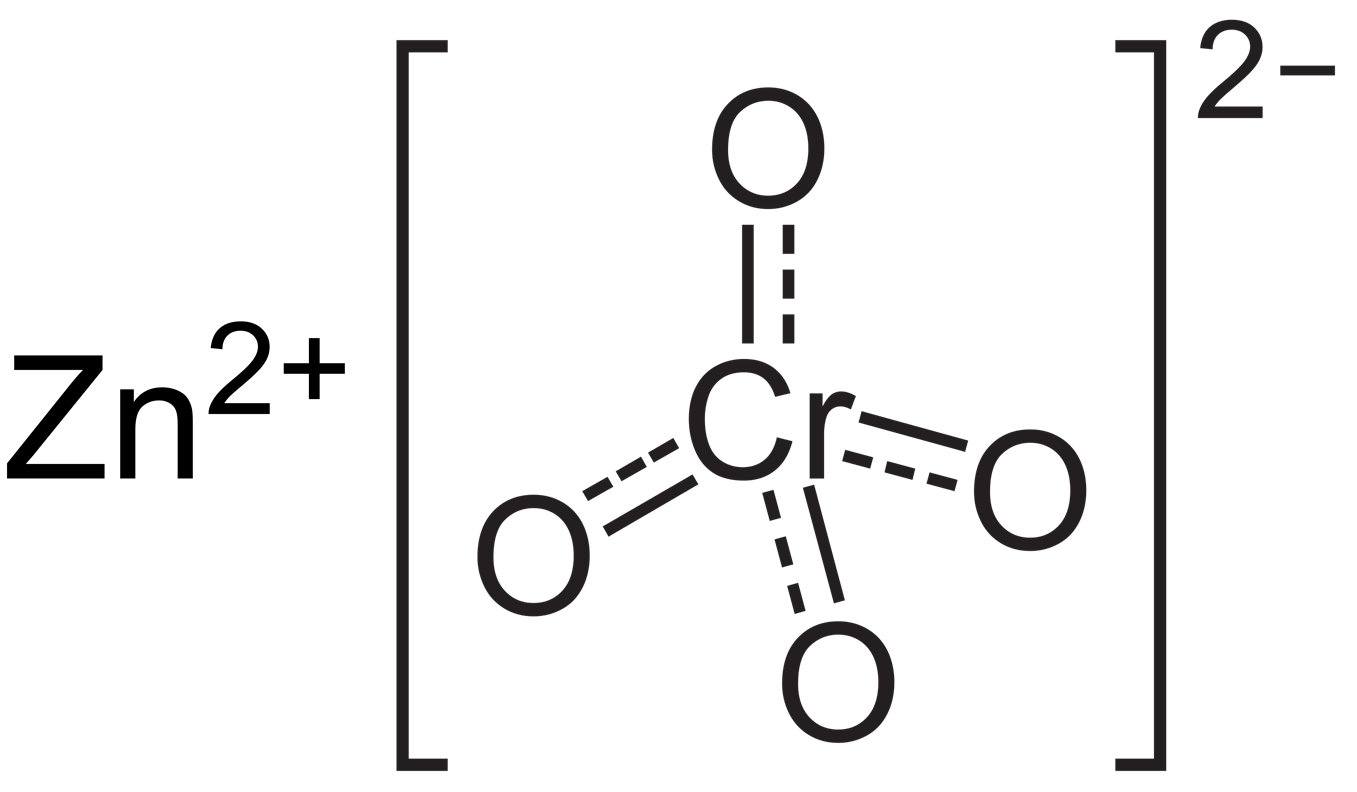
Estrutura molecular do cromato de zinco

Cromatos e dicromatos são sais  do ácido crômico e  ácido dicrômico, respectivamente. Os sais derivados destes ácidos, apresentam, respectivamente o ânion cromato e dicromato.
Exemplos muito comuns e de variadas aplicações são o cromato de sódio e o de potássio e o dicromato de sódio e o de potássio.

## Características
- Os  átomos de cromo nos ânions cromato apresentam nox igual a 6+ e nos ânions dicromato também apresentam nox igual a 6+.
- Os íons cromato e dicromato são fortes agentes oxidantes.
- Em solução aquosa , o ion cromato (amarelo)  ( CrO42– )  e o íon dicromato (laranja)  ( Cr2O72– )  estão em equilíbrio químico. Este equilíbrio é deslocado para o dicromato com o aumento da concentração hidrogeniônica ( tornando a solução ácida ) de acordo com o princípio de Le Châtelier.

- São usados em análise química ambiental para medir a demanda de oxigênio..
- São carcinógenos.

## Sais
A maioria dos sais de cromatos tem baixa solubilidade, sendo esta propriedade aproveitada em análises químicas. Os sais mais solúveis são os de metais alcalinos e amônia.
Em água, aproximadamente 1,2 grama de cromato de estrôncio se dissolvem por litro.
Em água, aproximadamente 3,5 miligramas de cromato de bário se dissolvem por litro.
O dicromato de amônio, ativado por uma chama, se decompõe, produzindo calor, gases e óxido de cromo III(que é verde). A reação é usada em apresentações escolares.

## Ocorrência
O elemento e seus compostos são obtidos principalmente por meio do minério conhecido como cromita (FeCr2O4 ou FeO.Cr2O3) ocorrendo também no minério crocoíta (PbCrO4).

## Curiosidades
A crocoíta, encontrada nos montes Urais é formada por cromato de chumbo.